# Fallen Empires (Magic : L'Assemblée)
Pour les articles homonymes, voir Fallen Empires.
Fallen Empires est une édition liée au jeu de cartes Magic : L'Assemblée.

## Quelques chiffres
- Sortie : novembre 1994
- Nombre de cartes : 187

## Originalité deFallen Empires

Le symbole de l'édition

Le symbole de Fallen Empires est une couronne.
Les cartes ayant laissé un souvenir sont Hymn to Tourach, Goblin Grenade et  High Tide.
Fallen Empires est la dernière édition de Magic avant le regroupement des éditions par bloc.